# Société fiduciaire
Une société fiduciaire est une entreprise spécialisée dans la garde et la gestion à moyen ou long terme du patrimoine d'une personne ou d'une entreprise. Certaines fiducies sont considérées comme des banques.
Ce patrimoine peut par exemple être des terrains (éventuellement exploités pour des ressources telles que forêt, pétrole, gaz, minerais, etc.), des immeubles loués, un portefeuille d'actions, un fonds de placement, un fonds d'obligations pouvant générer des revenus alors reversés presque totalement aux détenteurs de parts de la fiducie, le reste constituant le bénéfice et les frais de la fiducie elle-même.
Comme l'indique l'origine latine du mot (Lat. fiducia : confiance - de fides : bonne foi, confiance, crédit), la fiducie repose sur la confiance entre ses membres, mais les contrats de fiducie permettent via des filiales, l'anonymisation, de faux-nez ou hommes de paille de détourner de l'argent, contribuer au blanchiment d'argent sale (via les opérations de gestion de capitaux), ce pourquoi, le législateur a prévu dans divers pays l'obligation de déclaration à un registre national.
Depuis 2007 (loi du 19 février 2007) qui institue la fiducie en France, ce pays tend à s'aligner sur l'approche anglo-saxonne du trust, en instituant dans le droit français la notion de patrimoine d’affectation, en contradiction avec la théorie classique dégagée par Aubry et Rau voulant que toute personne ne possède qu'un seul et unique patrimoine. Cette loi intègre conformément aux engagements de la France des dispositions relatives à la lutte contre le blanchiment de capitaux.

## Typologies
On distingue des fiducies de placement immobilier, énergétique, de revenus divers, de fonds communs de placement, d'investissement à participation unitaire... 
Un objectif particulier peut lui être fixé, par exemple couvrir des risques d'assurance ou de réassurance, ou fournir les prestations de retraite actuelles et futures aux employés d'une entreprise. Le mot fiducie désigne alors aussi le contrat (ou acte de fiducie) qui lie les parties. Le mot fiducie peut aussi dans ce contexte désigner le patrimoine établit par une partie pour le bénéfice d'une autre, ou la garantie obtenue par le créancier par laquelle son débiteur lui transfère un droit quant à la valorisation et exploitation de son Patrimoine, à charge pour lui de conserver ce droit et de le rétrocéder au débiteur ou de le céder à un tiers.
À titre d'exemple, une  Fiducie de revenu repose généralement sur un système tripartite où un « constituant » ou « disposant » transfère la propriété de biens ou de droits à un ou plusieurs fiduciaires qui s'engage(nt) à en assurer la gestion pour le bénéfice d'un tiers (le « bénéficiaire» ) ou de lui-même pendant une période déterminée.

La fiducie est le plus souvent détenue par une banque, mais des cabinets d'avocats et des sociétés de courtage proposent des services de fiducie selon leurs spécialisations : gestion d'un héritage ou gestion d'un portefeuille d'actions. 
Selon les cas, la fiducie peut, au nom de ses investisseurs, investir dans des placements (boursiers, immobiliers, prêts à la construction, hypothèques, foncier, titres de sociétés immobilières.
Dans les pays anglosaxons, c'est souvent une personnalité juridique retenue pour gérer les biens d'une fondation ou d'une association caritative (on parle alors de fiducies religieuses et de fiducies de charité). Dans certains pays, elle peut procurer des avantages fiscaux importants, notamment aux États-Unis. 

Au Canada le système financier a longtemps séparé les activités financières en quatre secteurs bien différentiés : la banque, les assurances, les valeurs mobilières et les sociétés de fiducie. Depuis la mondialisation du capitalisme à la fin du XIXe siècle. 
En Amérique du Nord notamment, et surtout depuis l'après-guerre, avec la complexification de la finance, les sociétés de fiducies semblent de plus en plus liée aux banques. 

Dès les années 1960, certains auteurs tels Jean-Marie Chevalier et S. Menchikov estiment que les banques commerciales américaines en accumulant de grandes quantités de titres dans leur département de fiducie, gérant notamment des fonds de pension sont maintenant en position de pouvoir contrôler de nombreuses grandes sociétés et corporations. D'autres auteurs tels E. Herman estiment qu'il y a en Amérique du Nord - outre la législation « anti-trust - quelques garde-fous contre le contrôle de l'Industrie par les banques commerciales qui sont : une relative autonomie des départements de fiducie dans les banques ; la demande des clients d'une gestion privilégiant le rendement des fonds de pension plutôt que leur contrôle ; et l'existence de groupes capables de défendre l'intérêt des actionnaires dans l'administration des grandes sociétés» .

## Fonctionnement
Le patrimoine est déposé en fidéicommis, un instrument légal qui définit les bénéficiaires de la gestion et la façon de le gérer. La gestion du patrimoine est laissée aux mains d'une personne, appelée fiduciaire ou fidéicommissaire, ou de plusieurs personnes de confiance, un conseil d'administration, employées par la société fiduciaire. Selon la mission de la société fiduciaire, la gestion du patrimoine peut par exemple se concentrer :
- sur sa préservation (par exemple, prévenir la dégradation physique d'un parc dans un quartier populeux),
- sur sa réalisation monétaire au meilleur prix (par exemple, les actions de telle société seront vendues lorsqu'elles atteignent un prix jugé optimal) ou
- sur sa bonification en vue d'une utilisation future (par exemple, un homme décède et souhaite que sa fille, mineure, profite de la totalité de l'héritage à sa majorité).

Un fiduciaire (ou un conseil d'administration) gère le patrimoine tout en tenant à jour des dossiers décrivant les opérations effectuées et est responsable devant une cour de justice de sa bonne conduite. Les frais encourus sont divers : frais médicaux, dons de charité, frais légaux, etc.
Les sociétés fiduciaires ont aussi la capacité de servir les intérêts d'autres entreprises. Par exemple, une entreprise peut avoir de la difficulté à gérer ses dettes faute d'expertise suffisante. Elle peut faire appel à une société fiduciaire pour réorganiser son portefeuille d'emprunts bancaires, de marges de crédit, de débentures à honorer et d'obligations à honorer. Dans le cas d'une banqueroute, une société fiduciaire peut avoir comme mandat d'obtenir le maximum d'argent en contrepartie des biens physiques.

### Le contrat de fiducie
C'est en France (article 2011 du code civil) « l’opération par laquelle un ou plusieurs constituants transfèrent des biens, des droits ou des sûretés, ou un ensemble de biens, droits ou sûretés, présents ou futurs, à un ou plusieurs fiduciaires qui, les tenant séparés de leur patrimoine propre, agissent dans un but déterminé au profit d’un  ou plusieurs bénéficiaires (qui peuvent être les constituant eux-mêmes) ».
En France, le rôle de fiduciaire ne peut être joué que par certaines personnes morales (listées par l'article 2015 du code civil), dont les établissements de crédit. Les seules personnes physiques ayant le droit en France de jouer le rôle de fiduciaire sont les avocats, à certaines conditions.

### Révocation
Un fidéicommis peut être révoqué par celui qui l'a demandé. Il peut également être irrévocable.
Aux États-Unis, un fidéicommis avec révocation ne procure aucun avantage fiscal. Toujours aux États-Unis, des fondations, des associations caritatives, des millionnaires et des héritages ont recours à des fidéicommis irrévocables. Les donateurs renonçant aux avantages financiers que leur procurent les biens mis en fidéicommis, les fondations ou les associations caritatives qui sont ainsi créées sont exemptes d'impôt, même si elles sont susceptibles de voir la valeur de leur patrimoine augmenter avec les années. 
Cette façon de faire a été utilisée avec succès pour la création de fondations par de riches familles, dont notamment Ford, Carnegie (qui avait fait fortune dans l'acier) et Arthur Vining Davis (qui possédait une partie d'Alcoa).

## Législation, contrôle, déclaration
Les moyens de contrôle des fiducies varient selon les époques et les pays.
- Au Canada, à titre d'exemple, le Bureau du surintendant des institutions financières (BSIF), est chargé de veiller à l'Efficacité et à la qualité de la gouvernance au sein des institutions financières fédérales qu'il contrôle, avec donc un certain droit de regard sur les fiducies[10], tant qu'il ne s'agit pas de  « succursales de banques étrangères et des sociétés d’assurances étrangères »[10].
- En France, depuis 2007[11], toutes les personnes « mentionnées au 12 de l'article L. 562-1 » doivent déclarer « la constitution, la gestion ou la direction de fiducies régies par les articles 2011 à 2031 du code civil ou par un droit étranger ou de toute autre structure similaire » si - dans le cadre de leur activité professionnelle - « elles réalisent au nom et pour le compte de leur client » une « transaction financière ou immobilière » ou si « elles participent en assistant leur client à la préparation ou à la réalisation des transactions concernant (...)La constitution, la gestion ou la direction de fiducies régies par les articles 2011 à 2031 du code civil ou par un droit étranger ou de toute autre structure similaire. », avec deux exceptions partielles : « Les personnes mentionnées au 12 de l'article L. 562-1 dans l'exercice des activités relatives aux transactions visées ci-dessus et les experts-comptables lorsqu'ils effectuent des consultations juridiques conformément aux dispositions de l'article 22 de l'ordonnance n° 45-2138 du 19 septembre 1945 portant institution de l'ordre des experts-comptables et réglementant le titre et la profession d'expert-comptable ne sont pas tenus de procéder à la déclaration prévue à l'article L. 562-2 lorsque les informations ont été reçues d'un de leurs clients ou obtenues sur l'un d'eux, soit dans le cadre d'une consultation juridique sauf si celle-ci est fournie aux fins de blanchiment de capitaux ou si ces personnes y procèdent en sachant que leur client souhaite obtenir des conseils juridiques aux fins de blanchiment de capitaux, soit dans l'exercice de leur activité dans l'intérêt de ce client lorsque cette activité se rattache à une procédure juridictionnelle, que ces informations soient reçues ou obtenues avant, pendant ou après cette procédure, y compris dans le cadre de conseils relatifs à la manière d'engager ou d'éviter une telle procédure »[12]. La loi de 2007 a prévu une certaine publicité des opérations via un registre national des fiducies [13], mais il a fallu attendre 3 ans pour qu'un décret[14] précise enfin le fonctionnement du registre (identité des parties au contrat, date de l’enregistrement de la fiducie auprès des services fiscaux...). De plus, ce registre ne sera accessible qu'au juge d'instruction, procureur de la République et officier de police judiciaire ou agents du service TRACFIN (Traitement du Renseignement et Action contre les Circuits Financiers clandestins)[15].

## Limites, critiques et risques associés
Les fiducies peuvent ne pas offrir autant de garantie que les banques classiques. Dans de nombreux pays, les trust n'ont pas d'enregistrement obligatoire et les fiducies peuvent alors contribuer à une opacité des transactions financières et au blanchiment d'argent, grâce au manque de traçabilité de l'argent, et tout particulièrement dans les paradis fiscaux. 

Elles ont souvent aussi contribué, avec les banques, à la crise de 2008 via la titrisation (en achetant des produits "toxiques" parmi leurs éléments d'actif financier).